# 坂田部麻呂
坂田部 麻呂（さかたべ の おびとまろ、生没年不詳）は、奈良時代の防人。姓は首。

## 経歴・人物
駿河国の人物。天平勝宝7歳（755年）2月、防人として筑紫に派遣された際、母を思い詠んだ歌が『万葉集』に1首入集。

## 歌
- 真木柱 ほめて造れる 殿のごと いませ母刀自 面変はりせず[2]